# Katastrofa lotnicza w Gibraltarze
Katastrofa lotnicza w Gibraltarze – wypadek lotniczy brytyjskiego samolotu transportowego Consolidated C-87 Liberator Express o numerze fabrycznym AL523, do którego doszło w Gibraltarze 4 lipca 1943 roku. Zginęło w nim 16 osób, w tym Naczelny Wódz Polskich Sił Zbrojnych i premier rządu Polski na uchodźstwie, generał Władysław Sikorski. Ciała pięciu ofiar nie zostały odnalezione. Do wypadku doszło około godz. 23:06 czasu lokalnego, gdy Liberator zaraz po starcie z lotniska w Gibraltarze rozbił się o powierzchnię wody. Przeżył jedynie jeden z pilotów Eduard Prchal.
W celu zbadania katastrofy przeprowadzono kilka niezależnych śledztw. W 1943 roku brytyjska komisja wykluczyła sabotaż, a jako przyczynę wypadku wskazała zablokowanie się steru wysokości, z niewyjaśnionych przyczyn. Z powodu okoliczności katastrofa stała się jednak przedmiotem licznych teorii spiskowych prezentowanych przez publicystów, postulujących różne wersje i różnych autorów rzekomego zamachu. Żadna z teorii spiskowych nie została udowodniona w sposób naukowy, a część z nich wykluczono w wyniku śledztwa IPN-u z 2009 roku, w którym ustalono, że śmierć Władysława Sikorskiego nastąpiła wskutek obrażeń wielonarządowych, typowych dla ofiar wypadków komunikacyjnych lub upadku z wysokości. Istnieje również kilka konkurencyjnych teorii dotyczących bezpośrednich przyczyn i przebiegu wypadku, lecz rzetelni historycy nie podważają wersji o katastrofie jako następstwie wypadku lotniczego.

## Podłoże
Wiosną 1943 roku Naczelny Wódz Polskich Sił Zbrojnych generał Władysław Sikorski odbył podróż w celu kilkutygodniowej inspekcji wojsk polskich na Bliskim Wschodzie. W tym celu w dniach 24–25 maja odbył przelot z Wielkiej Brytanii do Kairu wojskowym samolotem transportowym Liberator Mk II z 511 dywizjonu transportowego RAF, o numerze fabrycznym AL616, pilotowanym przez czeskiego pilota Eduarda Prchala. Samolot ten nie był osobistą maszyną Sikorskiego, ani też 511 dywizjon RAF nie był przeznaczony specjalnie do przewozu VIP-ów, lecz wykonywał regularne loty komunikacyjne na potrzeby brytyjskie oraz państw sprzymierzonych. Gdy Sikorski dowiedział się, że pilot jest Czechem, postanowił wykorzystać ten fakt politycznie jako przyjazny gest, mając na względzie kiepskie stosunki między emigracyjnymi władzami Polski i Czechosłowacji. Zwrócił się wówczas z prośbą do głównodowodzącego alianckimi siłami powietrznymi na Bliskim Wschodzie marszałka Arthura Teddera, żeby Prchal pilotował również jego samolot w drodze powrotnej. Wymagało to zmiany załóg, gdyż Prchal przyleciał do Kairu 29 czerwca przypisanym do niego samolotem AL616, który odleciał 2 lipca, po czym przesiadł się jako pierwszy pilot na przewidziany do lotu powrotnego z Sikorskim samolot tego samego typu numer AL523, o nazwie własnej „St Anthony”. 3 lipca 1943 roku wystartował tym samolotem po raz pierwszy razem z Sikorskim i 10 innymi pasażerami oraz ładunkiem poczty i bagaży do Gibraltaru, gdzie doleciał o godzinie 14:37, po ponad 10 godzinach lotu.
Zaadaptowane do celów transportowych amerykańskie ciężkie samoloty bombowe Consolidated B-24 Liberator były pozbawione uzbrojenia i oferowały jedynie minimalne wygody dla pasażerów. Miały sześć miejsc siedzących dla pasażerów w tylnej części kadłuba, w formie dwóch wzdłużnych ławek skierowanych oparciami do siebie, wyposażonych w pasy brzuszne. Środkowa część kadłuba ze znajdującą się tam oryginalnie komorą bombową i nosowa część z zaślepionym oszkleniem przeznaczone były do transportu ładunków; w tym celu w komorze bombowej była zabudowana drewniana podłoga. W razie transportu większej liczby osób, podróżowały one leżąc na bagażach pośrodku kadłuba i przykrywając się kocami.
W dniu przed wylotem do Anglii Sikorski uczestniczył w przyjęciu pożegnalnym u gubernatora. Po południu na samolot załadowano pocztę i bagaże. Jedynie dwóch cywilnych pasażerów (Lock i Pinder) przeszło odprawę bagażową, natomiast polska delegacja była z niej zwolniona. Około godziny 22:25 samochodami przywieziono Sikorskiego i pasażerów, po czym załadowano ich bagaże i do godziny 22:45 pasażerowie wsiedli na pokład i samolot rozpoczął kołowanie z miejsca postojowego na zachodni koniec pasa. Podczas przygotowań do startu generał Sikorski rozebrał się do bielizny, prawdopodobnie w celu przebrania się w kombinezon lotniczy i położenia się na bagażach.

## Wypadek
O godzinie 23:05 Liberator po zezwoleniu z wieży kontroli lotów rozpoczął start w kierunku na wschód. Samolot 16 sekund po starcie z gibraltarskiego lotniska zetknął się z powierzchnią morza około 600 m na wschód od końca pasa startowego, co stało się około godz. 23:06. Zwłoki Sikorskiego wyłowiono z wód Zatoki Katalońskiej Morza Alborańskiego tuż przed północą 4 lipca 1943 roku. Nie jest znany żaden zarejestrowany zapis zetknięcia się samolotu AL523 z wodą, wobec czego osoby badające to zagadnienie do tej pory przyjmowały jedną z dwóch możliwości: zderzenie z powierzchnią wody lub miękkie wodowanie. Według teorii wodowania, którą popierają zwolennicy przynajmniej jednej teorii spiskowej (patrz niżej), samolot utrzymywał się przez jakiś czas na bardzo spokojnej powierzchni morza i po około sześciu minutach zatonął w płytkich (około 7 m) wodach przybrzeżnych. Jednym ze świadków wypadku był brytyjski radiooperator, który obserwował start Liberatora ze swego, odległego o około 400 m, stanowiska. Innym świadkiem miał być Ludwik Maria Łubieński, szef Polskiej Misji Morskiej w Gibraltarze. Na podstawie jego relacji James Robert Norton-Amora, urzędnik stanu cywilnego w Gibraltarze, sporządził akt zgonu generała. Łubieński był także pierwszą osobą, która zawiadomiła polski Londyn o śmierci gen. Sikorskiego w katastrofie i sporządziła stosowny raport.
Oficjalna wersja wydarzeń przedstawiona w raporcie brytyjskiej komisji badającej wypadek jeszcze w 1943 roku ustaliła jako przyczynę katastrofy zablokowanie steru wysokości, jednak nie potrafiła wyjaśnić, jak doszło do tej awarii.
Według Mieczysława Jana Różyckiego, samolot oderwał się od pasa po przebyciu ok. 1050−1150 jardów (960–1052 m) i miał trudności ze wznoszeniem, uzyskując wysokość według świadków maksymalnie 30 m, a według pilota ok. 46 m. Samolot zaczął następnie spadać do morza płaskim lotem nurkowym i uderzył o powierzchnię morza z prędkością prawie 265 km/h. Lot ogółem według M. Różyckiego trwał 12 sekund. Samolot miał przechył na lewe skrzydło, co spowodowało po uderzeniu obrót płatowca w lewo wraz z uniesieniem tylnej części kadłuba w górę, przy czym ładunek i pasażerowie zostali odrzuceni w prawo w przód. Spowodowało to dalej rozłamanie kadłuba na trzy części, wyłamanie silników z łoża, oderwanie śmigieł i następnie kapotaż. Pilot Prchal został wyrzucony z fotela w prawo do wody. Dalsze zniszczenia spowodowało uderzenie o dno, na głębokości ok. 8 metrów. Przy kapotażu i oderwaniu części ogonowej z usterzeniem doszło do rozrzucenia elementów kadłuba i jego zawartości. Poszczególne części w ciągu kilku minut straciły zdolność pływania i zostały podtopione, a następnie przemieszczone w głąb morza przez prądy morskie.
Bezpośrednio po upadku samolotu, który nie mógł być zaobserwowany z uwagi na ukształtowanie pasa, uruchomiono alarm i osoby odprowadzające podjechały na skraj pasa. O godzinie 23:14 dotarł na miejsce kuter ratowniczy HSL-181, a następnie łódź wiosłowa i inne jednostki. Odnaleziono i wyciągnięto z morza pływające ciała Sikorskiego, Klimeckiego i Whiteleya, który zmarł po wyciągnięciu, a także nieprzytomnego pilota Prchala. Następnego dnia kontynuowano akcję. W ciągu kolejnych dni wydobyto przy pomocy nurków główne elementy samolotu. Jako ostatnie odnaleziono ciała Gralewskiego i Mareckiego, wyrzucone na brzeg 8 i 9 lipca, natomiast nie odnaleziono dwóch członków załogi i trzech pasażerów.
Ciało Sikorskiego, wydobyte z morza i przewiezione do Wielkiej Brytanii na pokładzie polskiego niszczyciela ORP „Orkan”, pochowano na cmentarzu w Newark bez przeprowadzenia autopsji. Po latach nie udało się odnaleźć ani osoby, która fotografowała zwłoki Sikorskiego na nabrzeżu portowym wkrótce po wyłowieniu, ani samych zdjęć.

### Uczestnicy lotu i ofiary śmiertelne

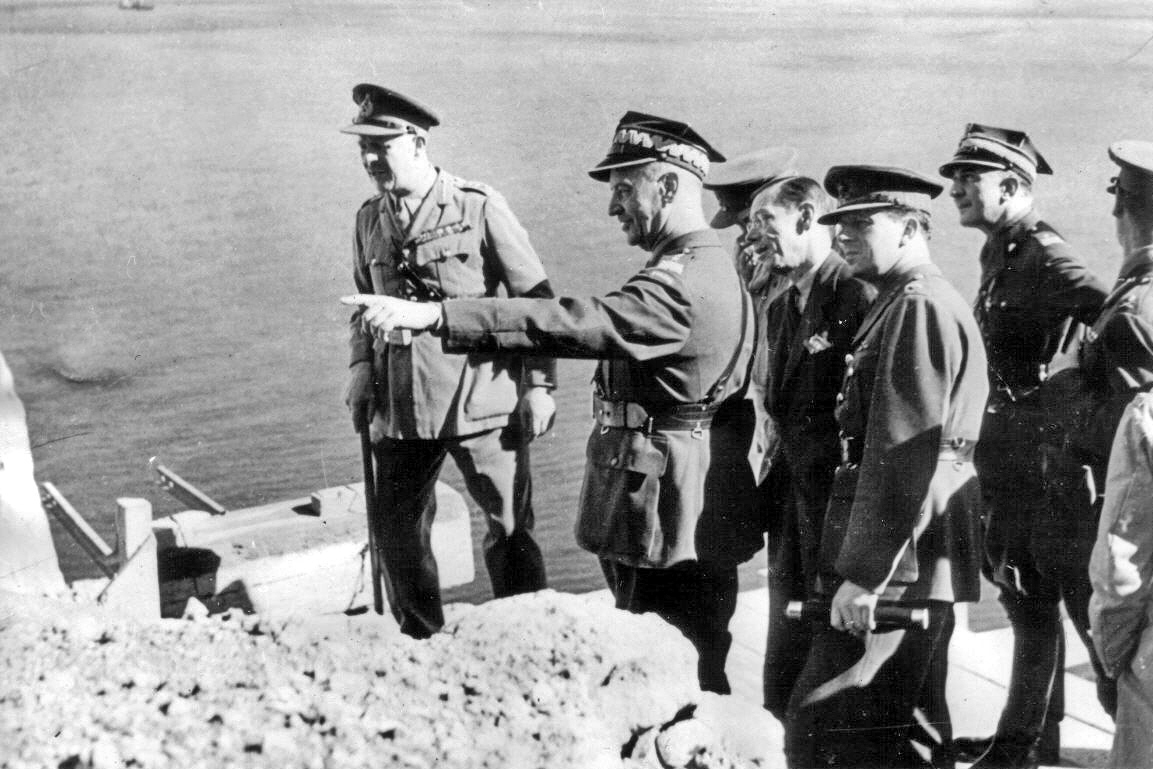
Generał Sikorski podczas wcześniejszej wizyty na Gibraltarze w 1941 r. Z lewej gubernator Macfarlane, z prawej na pierwszym planie Victor Cazalet, a za nim w rogatywce gen. Tadeusz Klimecki. Cywil za plecami Sikorskiego to Józef Retinger

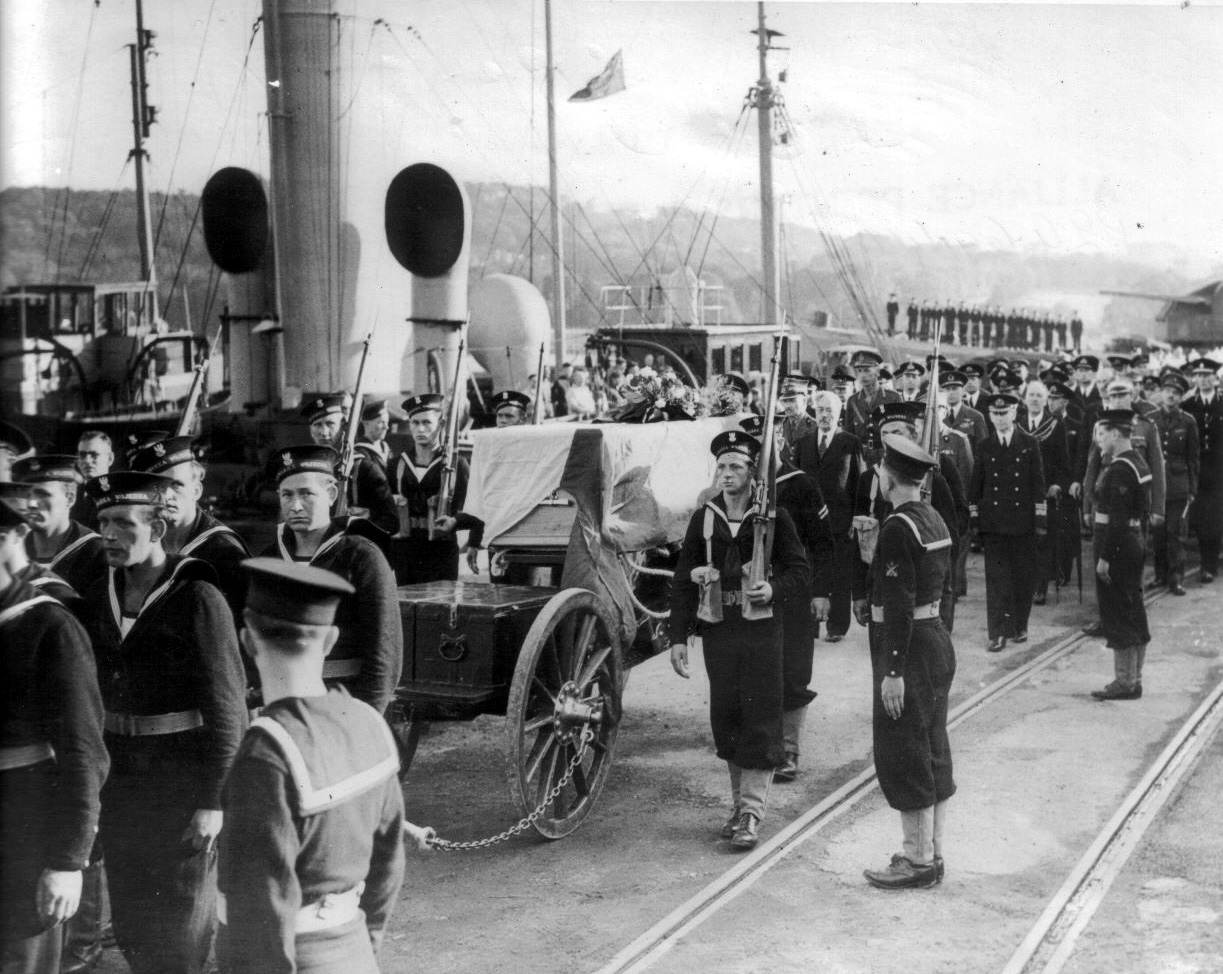
Marynarze eskortują trumnę z ciałem Naczelnego Wodza z portu w Plymouth. W pierwszym rzędzie żałobników widoczni generał Marian Kukiel, minister Stanisław Kot i admirał Jerzy Świrski. W głębi niszczyciel ORP „Orkan”

Na pokładzie samolotu znajdowało się 16 osób, w tym 11 pasażerów. Formułowane były też przypuszczenia sięgające 20, 22, a nawet 24. Nie odnaleziono m.in. ciała córki Sikorskiego Zofii Leśniowskiej, o której wiedziano, że na pewno była na pokładzie. Według oficjalnej wiedzy incydent przeżył z obrażeniami jedynie czeski pilot, Eduard Prchal.
W wyniku wypadku śmierć ponieśli:
Pasażerowie
1. Victor Cazalet, col., brytyjski oficer łącznikowy
2. Jan Gralewski, domniemany kurier AK
3. Tadeusz Klimecki, gen. bryg., szef Sztabu Naczelnego Wodza
4. Adam Kułakowski, adiutant gen. Sikorskiego (ciała nie odnaleziono)
5. Zofia Leśniowska, córka gen. Sikorskiego (ciała nie odnaleziono)
6. Walter Heathcote Lock, cywil (ciała nie odnaleziono)
7. Andrzej Marecki, płk dypl., szef III Oddziału Operacyjnego Sztabu Naczelnego Wodza
8. Harry Pinder, bosman, pracownik portu wojennego w Aleksandrii[4]
9. Józef Ponikiewski, por. mar., Adiutant gen. Sikorskiego
10. Władysław Sikorski, premier i Naczelny Wódz PSZ
11. John Percival Whiteley, brygadier, doradca wicekróla Indii

Członkowie załogi
1. C.B. Gerrie, flight sergeant, radiooperator/strzelec
2. W.S. Herring, squadron leader, drugi pilot (ciała nie odnaleziono)
3. D. Hunter, flight sergeant, radiooperator/strzelec (ciała nie odnaleziono)
4. F. Kelly, sergeant, mechanik
5. L. Zalsberg, warrant officer, nawigator

### Zdarzenia przed wypadkiem
Dwa inne samoloty, którymi wcześniej podróżował Sikorski, również miały wypadki. 30 listopada 1942 roku, samolot generała zmuszony był lądować awaryjnie w Montrealu. Inny dziwny przypadek mógł mieć miejsce kilka miesięcy wcześniej, w marcu.

### Polityczne konsekwencje śmierci Sikorskiego
Nowym premierem Rządu RP na uchodźstwie został Stanisław Mikołajczyk, Naczelnym Wodzem gen. Kazimierz Sosnkowski.
Śmierć Sikorskiego oznaczała całkowite osłabienie pozycji Polski w obozie sojuszników wobec otwarcie wysuwanych roszczeń terytorialnych ZSRR i polityki Stalina zmierzającej konsekwentnie do międzynarodowej izolacji Polski. Jej ukoronowaniem były ustalenia konferencji w Teheranie w kwestii przyszłości Europy, w tym Polski, a w szczególności jej granic i usytuowania geopolitycznego. Strona niemiecka próbowała wykorzystać sytuację, umiejętnie wbijając klin w relacje Polaków z aliantami. Pojawiające się wówczas informacje propagandy niemieckiej jednoznacznie rozstrzygały, iż wypadek był sprytnie zaplanowaną akcją wymierzoną w Sikorskiego.
Zdaniem historyka Jacka Tebinki, Brytyjczycy pokładali w Sikorskim nadzieję na rozwiązanie kryzysu w stosunkach polsko-radzieckich i uważali go za jedynego polskiego polityka zdolnego do porozumienia się ze Stalinem, dlatego śmierć generała była wbrew interesom dyplomacji brytyjskiej i osobiście premiera Churchilla.

## Śledztwa

### Śledztwo w 1943

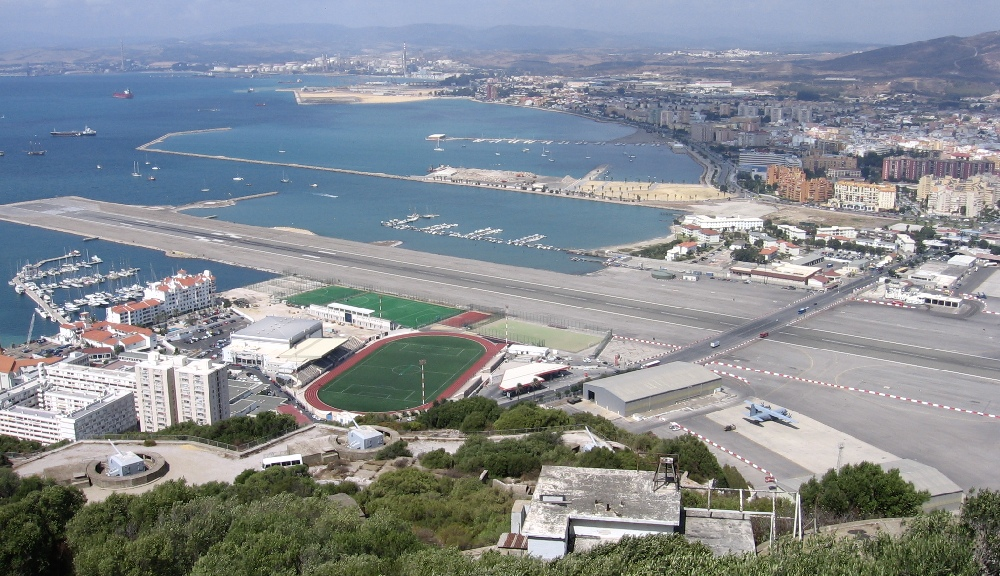
Lotnisko w Gibraltarze (2005). Samolot Sikorskiego, patrząc na zdjęcie, startował z lewej do prawej strony, pas startowy był w 1943 roku o ⅓ krótszy

...czyli w przeciwnym kierunku niż samolot widoczny na tej kompozycji pięciu fotografii

Brytyjczycy, do których należał samolot (RAF/511 Squad., 205 Group SEAC, Coastal Command), przeprowadzili w roku 1943 krótkie śledztwo. Już z 6 na 7 lipca na miejsce wypadku udała się trzyosobowa komisja sądu wojskowego (Court of Inquiry) pod przewodnictwem W/Cdr J.C. Eltona. Zdaniem M. Różyckiego, ranga wypadku spowodowała, że zdecydowano się wbrew procedurom powołać sąd wojskowy do wyjaśnienia wszystkich okoliczności wypadku, zamiast pozostawić to urzędowi do badania wypadków lotniczych (AIB), który jednak miał lepsze narzędzia i kompetencje do badania katastrof. Komisja działała od 8 do 23 lipca w Gibraltarze, sporządzając pierwszy raport, i od 3 sierpnia w Wielkiej Brytanii. Drugi raport powstał 7 sierpnia. Śledztwo skupiło się przede wszystkim na szybkim ustaleniu kwestii ochrony samolotu i możliwości ewentualnego sabotażu, co było najistotniejsze z punktu widzenia ochrony innych przywódców alianckich. W konsekwencji, świadków przesłuchiwano wybiórczo i nie wszystkie zeznania znalazły się w ostatecznym protokole. Szczególnie dociekliwie byli przesłuchiwani świadkowie związani z zabezpieczeniem samolotu na lotnisku, po czym komisja wyciągnęła wniosek, że zabezpieczenie samolotu przez posterunki było wystarczające. Komisja nie znalazła dowodów sabotażu, wobec czego jedynie pobieżnie zajęła się ustaleniem przyczyny samego wypadku. Po śledztwie ogłoszono, że choć „z uzyskanych zeznań oraz przeprowadzonych badań rozbitego samolotu absolutnie nie można ustalić jakiejkolwiek konkretnej przyczyny, która mogła spowodować zacięcie się układu sterowania wysokością”, to za przyczynę wypadku uznali zacięcie steru wysokości, a następnie zebrane materiały utajniono. 21 września 1943 roku komunikat po wypadku został opublikowany w „The Times”. 
Polskie władze emigracyjne powołały następnie własną komisję kierowaną przez sędziego Tadeusza Cypriana, w której skład wchodzili Adam Nowotny i Jerzy Jaczynowski. Dysponowała ona raportem komisji Eltona, polskimi raportami i protokołem Komisji Inspektoratu Lotnictwa, w skład której wchodzili płk Piotr Dudziński jako przewodniczący, ppłk Zygmunt Pistl, ppłk Mieczysław Lewandowski (lotnik), ppłk Jerzy Bajan i mjr Stanisław Dudziński. Konkluzją było, że „wobec braku danych mogących uzasadnić sabotaż należy przyjąć, że miał miejsce wypadek o niewyjaśnionych bliżej przyczynach, które spowodowały unieruchomienie steru”, natomiast całkowite wykluczenie sabotażu mogłoby mieć miejsce w wypadku wydobycia z morza wszystkich części samolotu.
W 1969 roku na skutek interpelacji poselskiej powołano w Wielkiej Brytanii komisję pod przewodnictwem koordynatora ds. służb specjalnych Dicka White′a, która dokonała kwerendy w archiwach brytyjskich, lecz nie odnalazła wówczas wielu dokumentów, uznanych za zaginione. Raport z badań dla premiera Harolda Wilsona przygotował sekretarz Rady Ministrów Burke Trend, który z uwagi na toczące się procesy sądowe o zniesławienie przeciwko Rolfowi Hochhuthowi (autorowi sztuki „Żołnierze”, sugerującej zabójstwo Sikorskiego na zlecenie premiera Churchilla), chcąc uniknąć zarzutu wpływania na sąd, zasugerował jedynie krótkie oświadczenie, iż premierowi nieznane są żadne dowody, które sugerowałyby, iż katastrofa Liberatora, do której doszło w Gibraltarze, była czymś innym niż prawdziwym wypadkiem. Raport brytyjski komisji Eltona odtajniono natomiast w 1972 roku.
Wśród historyków i publicystów są podzielone zdania, czy nadal pozostają jakieś utajnione dokumenty brytyjskie dotyczące katastrofy. W polskiej publicystyce powielany jest popularny pogląd, że dokumenty brytyjskie w tej sprawie nadal pozostają utajnione na 50 lat, niepoparty jednak dowodami ani wskazaniami konkretnych dokumentów, które mają być utajnione. Kilkakrotnie zaprzeczyła temu jednak strona brytyjska. Sprawę tę zreferował w 2009 roku w odpowiedzi na interpelację poselską podsekretarz stanu Tomasz Merta. W 1993 roku lord kanclerz Izby Lordów zapewnił na posiedzeniu Izby, że wszystkie akta związane z okolicznościami śmierci gen. Sikorskiego, a mające ponad 30 lat, są otwarte dla użytkowników w Public Record Office. W 1998 roku dyrektor Departamentu Akt Nowych w brytyjskim Public Record Office zapewnił rząd polski, że archiwum to nie ma żadnej wiedzy na temat akt dotyczących śmierci gen. Sikorskiego, mających ponad 30 lat i wyłączonych z udostępniania. W 2004 roku powołano Polsko-Brytyjską Komisję Historyczną do spraw polsko-brytyjskiej współpracy wywiadowczej, której udostępniono również zamknięte dla badań archiwum wywiadu Special Intelligence Service, co nie przyniosło żadnych nowych ustaleń podważających tezę o wypadku. W 2005 roku brytyjskie ministerstwo spraw zagranicznych ponownie poinformowało polski rząd, że cała dokumentacja dotycząca śmierci gen. Sikorskiego dostępna jest w National Archives w Kew pod sygnaturą: (PRO) PREM 13/2644 i zaprzeczyło, jakoby w jej archiwach pozostawały jeszcze utajnione na dalsze 20-50 lat akta dotyczące okoliczności śmierci gen. Sikorskiego. W 2016 roku badacz Mieczysław Różycki ogłosił, że odnalazł w innym brytyjskim upublicznionym zbiorze archiwalnym fotografie ze śledztwa, które dotąd uważane były za zaginione lub usunięte z akt. Zdaniem historyka Jacka Tebinki, wyrażonym w 2023 roku, zasób dostępnych dokumentów z tej sprawy jest „gigantyczny” i wśród badaczy powszechnie znany, a Brytyjczycy nie chowają już istotnych faktów w tej kwestii i nie ma podstaw, żeby obarczać ich winą za katastrofę.

#### Relacje świadków
Przed odlotem Sikorski miał poprosić czeskiego oficera, Eduarda Prchala, aby pilotował samolot. Prchal, który jako jedyny przeżył katastrofę, znany był z tego, że nigdy nie zakładał kamizelki ratunkowej. Jednak w tym przypadku, gdy wyciągnięto go z morza, miał ją na sobie. Podczas śledztwa pilot zaprzeczył temu faktowi, po czym przypisał to szokowi i amnezji wywołanej przez wypadek. Później jednak wyjaśniał, że najwidoczniej musiał instynktownie założyć kamizelkę, gdy zdał sobie sprawę z tego, że samolot miał kłopoty.
Obserwującego akcję ratowniczą gubernatora Gibraltaru generała Sir Franka Noela Mason-MacFarlane’a zastanowił również widok wyłowionego Prchala, ubranego przepisowo w kamizelkę ratunkową (tzw. „maewestkę”), czego żaden z pilotów wobec przesądu „żeby nie prowokować licha...” nigdy nie praktykował.
Mjr Anthony Quayle, który zidentyfikował generała po wypadku, wyraźnie powiedział, że generał miał „czysty otwór wywiercony przez jakiś ostry przedmiot w kąciku jednego oka, chociaż samo oko zupełnie nie było uszkodzone”. Płk Ludwik Martel, który miał widzieć ciało generała, też dostrzegł „okrągły otwór na czole”. Należy nadmienić, że późniejsze śledztwo IPN w oparciu o ekshumację wykluczyło istnienie obrażeń wskazujących na możliwość zastrzelenia generała.

## Próby wyjaśnienia przyczyn

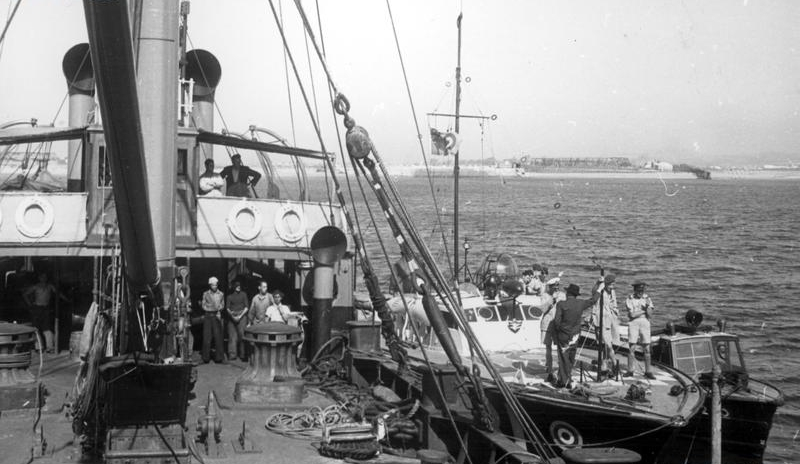
5 lipca 1943: poszukiwanie ciał ofiar

Racjonalnych prób wyjaśnienia przyczyn katastrofy podejmowano się wielokrotnie. Z uwagi na brak dokumentu, w formie na przykład filmu, na którym widoczne byłyby szczegóły zdarzenia, jako racjonalne trzeba określić próby, których autorzy używali rozumu w celu ustalenia prawdy, niezależnie od tego, czy wychodzili z aksjomatu awarii, błędu pilota, czy spisku.

### Zablokowanie sterów przez worek z pocztą
Jan Bartelski, doświadczony lotnik, walczący z Niemcami podczas kampanii wrześniowej 1939 roku, od 1940 w RAF Coastal Command, a w latach 1948–1978 dowódca samolotów pasażerskich linii KLM i uczestnik kilku komisji badających przyczyny wypadków lotniczych, przeprowadził drobiazgową analizę katastrofy, przy czym zwrócił szczególną uwagę na dwa worki pocztowe, znalezione 5 lipca 1943 roku obok pasa startowego w Gibraltarze, a pochodzące bez wątpienia z samolotu Sikorskiego.
Jego zdaniem kilka takich worków (ważących do 15 funtów każdy) zostało wywianych z samolotu pędem powietrza wpadającego przez otwartą jeszcze klapę przedniego koła i uchodzącego przez uchyloną pokrywę luku bocznego w tylnej części kadłuba. Jeden z tych worków mógł dostać się między statecznik poziomy i ster wysokości a tym samym zablokować stery i spowodować katastrofę.

### Teorie o zamachu

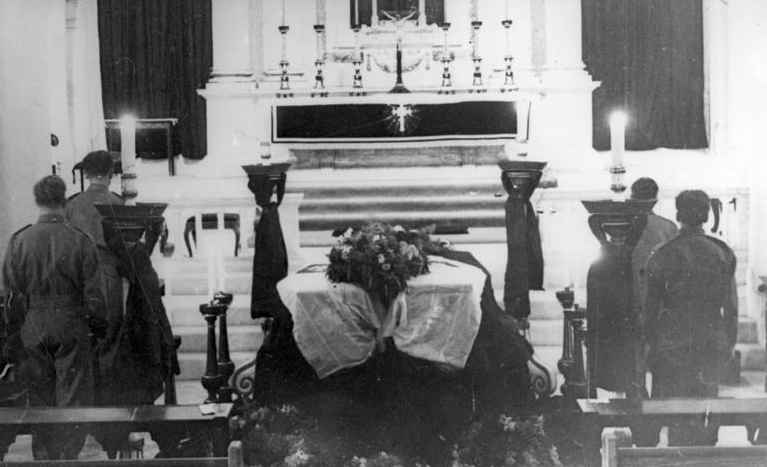
Trumna z ciałem gen. Sikorskiego podczas wystawienia w katedrze na Gibraltarze

Pod koniec lat sześćdziesiątych XX wieku nastąpił przełom w postrzeganiu katastrofy. Powstał wówczas raport przeznaczony dla ówczesnego brytyjskiego premiera Harolda Wilsona, na tyle „rewolucyjny”, że aż stwierdzono w nim wręcz: nie można wykluczyć, iż do katastrofy mogło dojść wskutek sabotażu. Jednak sformułowanie to nadal niczego nie wyjaśniło.
Pomimo odnalezienia ośmiu ciał osób, które zginęły w wyniku katastrofy brytyjskiego Liberatora, zwłok kilku towarzyszy Sikorskiego nigdy nie znaleziono. Z tego powodu pojawiły się pogłoski, iż mogli oni zostać porwani do Związku Sowieckiego. Pośród możliwych ofiar takiego wydarzenia wymieniano nawet córkę generała, Zofię Leśniowską. W 1945 roku cichociemny Tadeusz Kobyliński miał opowiadać, że ją widział z daleka w jednym z obozów sowieckiego Gułagu. Zgodnie z późniejszą relacją Jana Kozłowskiego, Kobyliński próbował w 1945 i w 1946 roku uzyskać pozwolenie od dowództwa Armii Krajowej na rozpoczęcie misji ratunkowej, która miała uwolnić córkę Sikorskiego.
Ponadto według badającego katastrofę Tadeusza Kisielewskiego nie istnieje choćby jedno źródło potwierdzające fakt wejścia córki generała Sikorskiego na pokład samolotu.
Niektórzy badacze twierdzą, że w rzeczywistości do katastrofy (ang. crash-landing) nie doszło, a samolot łagodnie wodował zaraz po starcie (ang. ditching), co zdarzało się wielokrotnie wcześniej i później, nie pociągając za sobą ofiar w ludziach – do takich wniosków doszedł np. profesor Jerzy Maryniak z Wydziału Mechanicznego Energetyki i Lotnictwa Politechniki Warszawskiej, który oparł się na komputerowej symulacji ostatniego lotu Liberatora. Tadeusz Kisielewski twierdzi, iż powszechnie znaną informacją był fakt niezapinania pasów bezpieczeństwa podczas lotu przez gen. Sikorskiego i towarzyszące mu osoby, co uprawdopodobniłoby spowodowanie śmierci pasażerów przy założonym wodowaniu (6 pasażerów zajęło miejsca w kabinie pasażerskiej w fotelach z pasami, zaś 5 w fotelach bez pasów w komorze bombowej). Ponadto Tadeusz Kisielewski twierdzi, że niektórzy świadkowie wspominali, że silniki zostały wyłączone sekundę przed zetknięciem się kadłuba z wodą, czyli zgodnie z procedurą stosowaną przy manewrze wodowania. W tym samym wywiadzie prasowym Tadeusz Kisielewski odrzucił również tezę o przeciążonym samolocie twierdząc, że opiera to na własnych wyliczeniach (ładunek, pasażerowie itd.), jednak tych obliczeń nie podał. Ponadto stwierdził, że nurkowie nie znaleźli nic, co mogłoby znacząco zwiększyć masę Liberatora.
Także dziennikarz Dariusz Baliszewski przedstawił teorię o zamachu w swojej interpretacji opartej na konfrontacji niespójnych wypowiedzi świadków oraz analizie obfitego materiału źródłowego. Przedstawiona w telewizji TVN rekonstrukcja jednoznacznie według niego określa wydarzenia w Gibraltarze jako zamach, nadzorowany przez brytyjskie służby specjalne i gubernatora Gibraltaru Franka Noela Mason-Macfarlane’a pod silną presją obecnego w tym czasie w Gibraltarze ambasadora Związku Sowieckiego, Iwana Majskiego, a wykonane rękami podwójnych agentów brytyjsko-polskich. W rzeczywistości Majski prawdopodobnie nie wiedział o pobycie Sikorskiego tego dnia w Gibraltarze, nawet jeśli dotarł odpowiednio wcześnie do Moskwy raport Philby’ego.
Teorie spiskowe dotyczące zamachu na generała Sikorskiego są przedmiotem krytyki niektórych historyków (jak np. Andrzej Garlicki), którzy podważają rzetelność części relacji. Teorii Maryniaka i Baliszewskiego dał natomiast wiarę przed 2009 rokiem Paweł Wieczorkiewicz, nie powołując się na prowadzenie własnych badań w tej materii. Ustalenia śledztwa IPN z 2009 roku jednoznacznie obaliły jednak teorie spiskowe zakładające, że do zabójstwa generała Sikorskiego miało dojść jeszcze przed lotem, oraz podważyły teorie o łagodnym wodowaniu samolotu, wobec stwierdzenia obrażeń wskazujących na katastrofę.
W grudniu 2013 pion śledczy IPN umorzył śledztwo w tej sprawie stwierdzając, że dowody nie pozwalają ani potwierdzić ani wykluczyć tezy o zamachu. Wykluczono natomiast, żeby do zamachu na generała Sikorskiego doszło jeszcze przed startem z Gibraltaru. W marcu 2014 roku, po oddaleniu zażalenia córki Jana Gralewskiego przez sąd, decyzja o umorzeniu stała się prawomocna.

### Samolot przeciążony i przekroczony dopuszczalny zakres położenia środka ciężkości
Zdaniem Jerzego Zięboraka, podstawową przyczyną katastrofy AL523 było wykonanie lotu na samolocie przeciążonym, z położeniem środka ciężkości znacznie przekraczającym dopuszczalne tylne. Przyczynami dodatkowymi były przejście do wznoszenia poniżej minimalnej bezpiecznej prędkości, nieprawidłowe włączenie autopilota podczas wznoszenia oraz przemieszczenie ładunku i pasażerów samolotu do tyłu w momencie przejścia do zniżania, co spowodowało dalsze przesunięcie środka ciężkości samolotu do tyłu. Autor Studium katastrofy, były żołnierz AK, inżynier, pilot doświadczalny, doktor nauk technicznych i wykładowca akademicki, przeanalizował i zaprezentował wszystkie dostępne informacje i wyniki własnych analiz, uzasadniające tezę o technicznych przyczynach katastrofy gibraltarskiej. Jerzy Zięborak oparł się na danych zawartych w sprawozdaniu Brytyjskiej Komisji Śledczej, oświadczeniach świadków wypadku oraz na dokumentacji konstrukcyjnej i eksploatacyjnej samolotu. Poza ustaleniami co do przyczyn katastrofy, doszedł na ich podstawie m.in. do wniosku, że samolot pilotował w feralnym locie W. S. Herring, zaś E. Prchal zajmował fotel drugiego pilota.
Autor Studium katastrofy, opracowując diagram czasowy przelotów samolotów z generałem Sikorskim i ambasadorem Majskim, sporządzony na podstawie książki Majskiego i zeznań świadków, zakwestionował także odlot samolotu Majskiego w godzinach południowych, przyjmując iż miało to miejsce w rzeczywistości ok. godz. 18:30 w dniu 4 lipca, oraz wyrażając przypuszczenie, iż w godzinach popołudniowych tego dnia mogło dojść do zaplanowanego spotkania gen. Sikorskiego z ambasadorem Majskim.
Jeśli chodzi o ładunek znaleziony przez nurków, Jerzy Zięborak cytuje relacje z poszukiwań podwodnych w rejonie katastrofy w „Wypisach”. Według cytowanej tam relacji Williama Baileya, dowódcy zespołu nurków w Gibraltarze, przekazanej C. Thompsonowi (Wypis 150, s. 369-371), jego zespół znalazł „sporo toreb podróżnych i zwykłych walizek, ale trzeba pamiętać, że tym samolotem leciało co najmniej piętnaście osób”. Jednak Bailey podkreślił, że on i jego zespół pracowali w miejscu, gdzie rozbił się samolot Sikorskiego, tylko do chwili, gdy nurkowie zostali ostrzelani z hiszpańskich bunkrów, przypuszczalnie po nieświadomym, zbyt dalekim wtargnięciu na wody hiszpańskie. Inny cytowany świadek, Ullman, wspomina, że oglądał „ogromne ilości wyciągniętych z wody ubrań, całe kufry i walizy pełne odzieży, nikt nie miał pojęcia, do kogo one należały”. Jerzy Zięborak komentuje tę relację Ullmana, że „można dojść do wniosku, że przekazali je Hiszpanie, skoro z zeznań nurków brytyjskich wynika, że takich ogromnych ilości ubrań nie wydobyli” (Wypis 177). Żaden z cytowanych w „Wypisach” świadków nie określił jednak wagi znalezionych przedmiotów.
Źródła nie podają, czy w instrukcjach określono bezpieczną wagę tego typu Liberatora do wodowania i czy samolot posiadał możliwość zrzutu paliwa, zwłaszcza biorąc pod uwagę wyjątkowo krótki czas w tym przypadku na wykonanie takiego manewru przed zetknięciem z wodą.

### Teoria o błędzie pilota
Badanie i analizę katastrofy w Gibraltarze i okoliczności towarzyszących podjął także pilot Mieczysław Jan Różycki. Zwrócił on uwagę na to, że pilot Eduard Prchal był przeciętnym pilotem, a w szczególności nie był doświadczonym pilotem ciężkich maszyn transportowych. Dołączył on do 511 Dywizjonu oraz rozpoczął przeszkolenie, a następnie loty na samolotach Liberator 22 grudnia 1942 roku i do chwili wypadku wylatał na nich 292 godziny 10 minut. Nie latał on przedtem na takich ciężkich samolotach, a początkowo był pilotem myśliwskim. Drugi pilot Stanley Herring, chociaż był doświadczonym pilotem bombowym, nie miał doświadczenia z Liberatorem. Samoloty Liberator były przy tym trudne w opanowaniu i nie tolerowały błędów pilotażu, co skutkowało sporą wypadkowością przy szkoleniu. Dodatkowo samoloty pierwszych dwóch serii produkcyjnych AL i AM, do których należał AL523, nie były jeszcze dopracowane i bywały poprawiane w trakcie produkcji i później, a w efekcie poszczególne egzemplarze miały unikalne właściwości lotne, wymagające opanowania i nabrania wyczucia. Zarówno Prchal, jak i Herring nie znali dobrze tego egzemplarza samolotu, a odbyli na nim tylko jeden start w dzień i przelot z Kairu. Sam start Liberatorem nie był łatwy z uwagi na słabą widoczność pasa z miejsca pilota, zwłaszcza w nocy, wobec czego przy starcie w nocy instrukcja dla pilota nakazywała wydłużyć rozbieg o 20%. Ważnym zagadnieniem wpływającym na bezpieczeństwo startu było właściwe wyważenie środka ciężkości samolotu, zwłaszcza wczesnych serii, do czego konieczna była znajomość masy ładunku i jej rozmieszczenia. Producent przy tym określił maksymalną masę startową Liberatorów serii AL na 46 250 funtów, a według zaleceń dowództwa lotnictwa transportowego (RAF Transport Command), samoloty tego typu używane do transportu nie powinny przekraczać masy 50 000 funtów.
Lotnisko North Front w Gibraltarze wybudowane było z konieczności w poprzek przesmyku łączącego półwysep ze stałym lądem. Możliwości wydłużenia pasa były ograniczone z uwagi na konieczność rozbudowy go w głąb zatoki – pas nie był jeszcze wówczas dokończony, a ostateczne prace przy pasie o długości 1800 jardów zostały zakończone 5 sierpnia 1943. W dniu wypadku pas miał natomiast maksymalną długość 1530 jardów. Głównym problemem na tym lotnisku były złe warunki atmosferyczne, z powodu górzystego otoczenia, wpływów morskich i wiatrów. Według opinii dowódcy osobistego samolotu Churchilla (także Liberatora nr AL503), start i lądowanie na Gibraltarze przypominały operacje na lotniskowcu. Często dochodziło tam do wypadków z różnych przyczyn, w tym 31 października 1942 roku i 23 maja 1943 roku rozbiły się tam dwa inne Liberatory.
Według M. Różyckiego, masa startowa samolotu AL523 znacznie przekraczała limit wyznaczony przez producenta i RAF Transport Command. Naruszanie przepisów wagowych było jednak tolerowane z powodu wojennych trudności w transporcie i piloci byli zachęcani premiami do brania odpowiedzialność za loty przeładowanymi samolotami. Co więcej, w sytuacji racjonowania towarów w Wielkiej Brytanii, powszechny i w praktyce tolerowany był drobny przemyt deficytowych towarów przez personel latający, a bagaże pasażerów z grupy uprzywilejowanej nie były w ogóle sprawdzane ani ważone. Piloci musieli więc wpisywać w dokumentach oszacowaną masę samolotu. Także polscy pasażerowie samolotu AL523 nie byli poddawani odprawie na lotnisku przed startem, a bagaże nie były ważone. W śledztwie przyjęto, że masa ładunku wynosiła 5324 funty, w tym 1988 funtów ważyło 10 pasażerów, co doprowadziło do konkluzji o masie startowej 54 313 funtów. Zdaniem M. Różyckiego, istnieją jednak przesłanki wskazujące, że formularz zawierający taką wagę został sfabrykowany przez komisję dla przyjęcia braku nadmiernego przeładowania samolotu, a przy tym zaniżono w nim liczbę pasażerów. W konsekwencji, zdaniem tego autora, na podstawie szacunków i danych porównawczych, rzeczywista masa startowa samolotu wynosiła około 63 000 funtów. Przy masie tego rzędu, punkt oderwania się od pasa według danych producenta był na 1600–1680 jardach, co przekraczało długość pasa w Gibraltarze.
W konsekwencji, przeładowany samolot został oderwany od ziemi przez pilota zbyt wcześnie i zaczął przepadać z uwagi na zbyt małą prędkość. Według wyjaśnień Prchala, chciał on następnie nabrać prędkości, lecz stery się zablokowały. W ocenie M. Różyckiego istotnie mogło nastąpić wrażenie zesztywnienia sterów z uwagi na uskok wiatru związany z konfiguracją terenu, przez co wymagały one większej siły do poruszenia, jednak z uwagi na małą wysokość doszło do przeciągnięcia statycznego samolotu i katastrofy.
Konkludując, wypadek zdaniem tego autora stanowił zwykłą katastrofę i był spowodowany przez splot przyczyn, jak start z lotniska o niesprzyjającej konfiguracji atmosferycznej, o niedostatecznej długości pasa i na przeładowanej maszynie – abstrahując od cech lotnych Liberatora, umiarkowanego doświadczenia pilota i nieznajomości przez niego tego konkretnego samolotu. W ocenie M. Różyckiego, końcowy wynik dochodzenia brytyjskiego, niewskazujący przyczyny wypadku, był celowym niedopowiedzeniem, aby nie obarczyć winą pilota i nie powodować zadrażnień wśród sojuszniczych rządów i wojsk Polski i Czechosłowacji – a z drugiej strony, aby nie ujawniać zaniedbań w szkoleniu i procedurach, za które odpowiedzialne było brytyjskie lotnictwo.

## Ekshumacje

### Ekshumacja i oględziny zwłok w 1993[g]

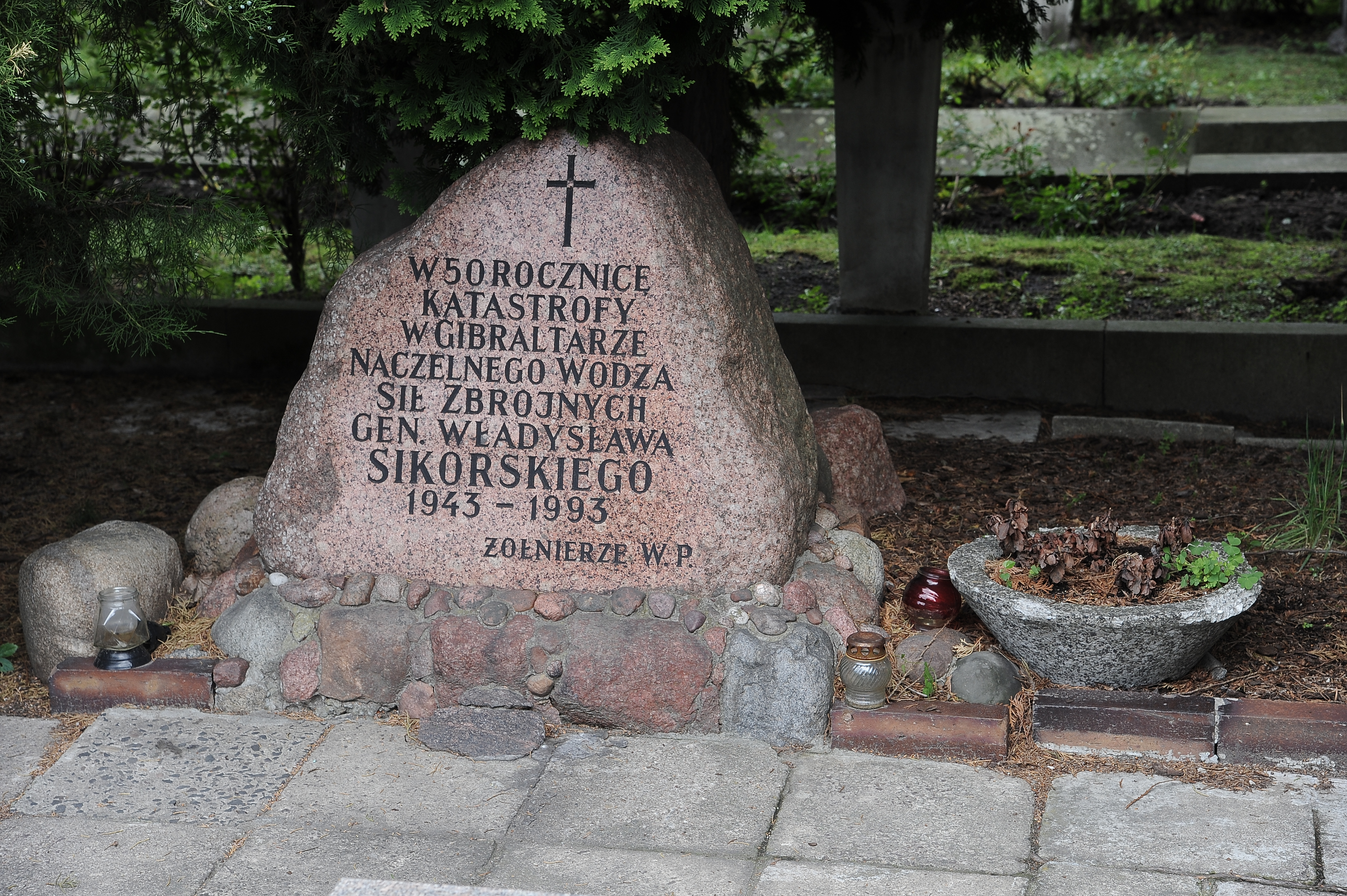
Kamień upamiętniający 50. rocznicę katastrofy w Gibraltarze na warszawskim Cmentarzu Wojskowym na Powązkach

W związku z 50. rocznicą śmierci generała Sikorskiego polski rząd w tym minister spraw zagranicznych Krzysztof Skubiszewski zabiegał o możliwość wydobycia jego szczątków i pochowania ich w Polsce. Zabiegi te zakończyły się powodzeniem w 1993 roku.
Ekshumację w Newark przeprowadzono po uzyskaniu stosownej zgody władz brytyjskich wyrażonej w nocie oficjalnej i w tajnym protokole oraz uzyskaniu zezwolenia wojewody krakowskiego na wwóz prochów ludzkich i pochowanie ich na terenie katedry na Wawelu. W obecności brytyjskiego lekarza sądowego, ekipy filmowej oraz przedstawicieli polskiego konsulatu (w polskiej delegacji nie uczestniczył ekspert z zakresu medycyny sądowej) wydobyto z grobu podwójną trumnę z ciałem generała Sikorskiego. Otwarcie trumny nastąpiło na terenie cmentarza w specjalnie w tym celu ustawionym namiocie. Po otwarciu drugiej trumny wyjęto z niej ciało owinięte w wojskowy koc. Świadczy to o tym, że zwłoki nie były ubrane w mundur wojskowy stosownie do ceremoniału w pogrzebach wojskowych, lecz zostało złożone do trumny w takim stanie, w jakim wydobyto je z wody.
Oględzin zwłok dokonał lekarz i tylko on dotykał zachowanego w dobrym stanie zmumifikowanego ciała generała. Według pisemnej relacji jednego ze świadków na powłokach brzusznych, klatce piersiowej i na skórze czaszki nie zauważył żadnych rozcięć ani śladów zszycia, co świadczy o tym, że w 1943 nie przeprowadzono żadnego z elementów pełnej sekcji zwłok. Po kilkugodzinnych oględzinach, bez otwierania jam ciała zwłoki złożono w nowej trumnie, a tę opieczętowano pieczęciami konsularnymi i w uroczystej oprawie wojskowej przewieziono do Warszawy, a stamtąd do Krakowa.
17 września 1993 w obecności prezydentów Wałęsy i Kaczorowskiego trumna została złożona w grobowcu w krypcie św. Leonarda w katedrze św. Stanisława i Wacława na Wawelu w Krakowie.

### Ekshumacja i sekcja zwłok w 2008
Postanowieniem prokuratora z Oddziałowej Komisji Ścigania Zbrodni przeciwko Narodowi Polskiemu w Katowicach z 3 września 2008 wszczęto śledztwo w sprawie zbrodni komunistycznej polegającej na sprowadzeniu niebezpieczeństwa katastrofy w komunikacji powietrznej w dniu 4 lipca 1943 r. w Gibraltarze w celu pozbawienia życia premiera i Naczelnego Wodza Sił Zbrojnych RP generała Władysława Sikorskiego, przez co doszło do katastrofy samolotu „Liberator” Mk II nr ew. AL 523 należącego do 511 dywizjonu brytyjskich Królewskich Sił Powietrznych, w wyniku czego śmierć ponieśli generał Władysław Sikorski i towarzyszący mu obywatele RP.
Wcześniej Prezydent RP Lech Kaczyński i premier RP Donald Tusk poparli postulaty części historyków dokonania ekshumacji zwłok generała Władysława Sikorskiego. Pozostali badacze krytykowali ideę powtórnego badania zwłok jako niepotrzebnej profanacji i zagrażającej marmurowemu grobowcowi w którym od 1993 roku spoczywają zwłoki generała.
Decyzja o powtórnej ekshumacji i sekcji zwłok szczątków Władysława Sikorskiego została podjęta w toku czynności procesowych w związku z prowadzonym śledztwem przez prokuratora z Oddziałowej Komisji Ścigania Zbrodni przeciwko Narodowi Polskiemu w Katowicach. Równocześnie zawiadomione zostały powiatowy inspektor sanitarny oraz archidiecezja krakowska jako właściciel miejsca pochówku (Bazylika archikatedralna św. Stanisława i św. Wacława w Krakowie). Ekshumacja odbyła się 25 listopada 2008, a badanie zwłok generała przeprowadzono w dniach 25–26 listopada. Ponowny pochówek odbył się w katedrze wawelskiej 26 listopada 2008 roku. Ekshumowano i zbadano również szczątki Tadeusza Klimeckiego, Andrzeja Mareckiego i Józefa Ponikiewskiego.
Zgodnie z komunikatem rzecznika prasowego IPN-u po ekshumowaniu metalowej trumny z grobowca nastąpiło jej otwarcie w Zakładzie Medycyny Sądowej w Krakowie. Następnie ciało generała zostało przełożone do hermetycznych foliowych worków wyjałowionych od zewnątrz by mogło zostać zbadane w Zakładzie Radiologii Collegium Medicum Uniwersytetu Jagiellońskiego. Potem szczątki generała przewieziono powtórnie do Zakładu Medycyny Sądowej, gdzie lekarze przeprowadzili sekcję oraz pobrali próbki do badań toksykologicznych i DNA. Planowano też wykonać pośmiertną rekonstrukcję twarzy Sikorskiego, co jest krytykowane jako działanie niepotrzebne w związku z istnieniem znacznej liczby jego zdjęć.
Pod koniec stycznia 2009 ogłoszony został raport z przeprowadzonej sekcji szczątków generała. Stwierdzono, że śmierć Władysława Sikorskiego nastąpiła wskutek obrażeń wielonarządowych, typowych dla ofiar wypadków komunikacyjnych lub upadku z wysokości, a zatem najwcześniej w chwili uderzenia samolotu w wodę. Nie wykluczono również utonięcia jako współprzyczyny śmierci. Stwierdzone złamania powstały kiedy ofiara żyła. Wyniki sekcji pozwoliły na kategoryczne odrzucenie możliwości mechanizmu śmierci wskutek uduszenia, obrażeń postrzałowych, a nadto ran kłutych, ciętych lub rąbanych. Przeprowadzono również badania toksykologiczne. Tadeusz Klimecki i Andrzej Marecki doznali urazów podobnego charakteru, przy czym w chwili powstania złamań Andrzej Marecki miał zachowane napięcie mięśni, a zatem był żywy. Natomiast uszkodzenia kości Józefa Ponikiewskiego mogły, ale nie musiały wiązać się ze śmiercią i bardzo prawdopodobnym jest, że jego zgon nastąpił w mechanizmie utonięcia. Biegli jednocześnie potwierdzili, że stwierdzone u niego obrażenia powstały wskutek wypadku. W efekcie podjętych na szeroką skalę działań procesowych wykluczono ponad wszelką wątpliwość, aby śmierć osób poddanych badaniom pośmiertnym została spowodowana w sposób przestępczy, przed wylotem z Gibraltaru. Przeprowadzone dowody nie dostarczyły podstaw do potwierdzenia, ale i jednocześnie wykluczenia tezy, iż do katastrofy doszło wskutek sabotażu. W związku z tymi ustaleniami, kierujący zespołem badaczy dr Tomasz Konopka oświadczył, iż rozważanie innych sposobów wcześniejszego pozbawienia życia jego zespół uważa za bezprzedmiotowe, a tym samym wszelkie spiskowe teorie należy uznać za nieprawne do czasu ujawnienia archiwów brytyjskich.

## Katastrofa w kulturze
W 1993 został wybity medal z podobizną generała Władysława Sikorskiego o treści Katastrofa w Gibraltarze 1943 – 1993, wydany przez Mennicę Państwową, a zaprojektowany przez Gertrudę Kuziemską-Wilczopolską.
Filmy dokumentalne
- Niedokończona podróż (ang. Unfinished journey) z 1943 r., scenariusz: Ksawery Pruszyński, reżyseria: Eugeniusz Cękalski
- Władysław Sikorski z 1981 r., scenariusz i reżyseria: Krzysztof Szmagier
- Generał Władysław Sikorski. Tajemnica śmierci z 1987 r., scenariusz i reżyseria: Witold Zadrowski(inne języki)
- Katastrofa gibraltarska 1943. Ostatni świadkowie z 2012 r., scenariusz i reżyseria: Jędrzej Lipski i Piotr Mielech
- Churchills Verrat an Polen (ang. Churchill’s Betrayal of Poland) z 2011 r., scenariusz i reżyseria: Dierk Ludwig Schaaf(inne języki) i Christoph Weinert(inne języki)

Produkcje kinowe
- Katastrofa w Gibraltarze – film z 1984, reż. Bohdan Poręba (w roli głównej: Jerzy Molga).
- Generał – zamach na Gibraltarze – film kinowy z 2009 na podstawie teorii spiskowej Dariusza Baliszewskiego, reż. Anna Jadowska (w roli głównej: Krzysztof Pieczyński)[58].
- Generał – czteroodcinkowy serial telewizyjny fabularno-dokumentalny z 2009, oparty na teorii spiskowej Dariusza Baliszewskiego.

Inne
W 1948 Jerzy Hordyński opublikował wiersz Elegia liryczna na ostatni lot gen. Sikorskiego. W 2014 roku został wydany komiks pt. „Umarłem na Gibraltarze” według scenariusza Piotra Mańkowskiego, narysowany przez Tomasza Kleszcza. Stanowi on interpretację okoliczności katastrofy zawierającą domieszkę fikcji literackiej .